# 4154 Rumsey
A 4154 Rumsey (ideiglenes jelöléssel 1985 NE) a Naprendszer kisbolygóövében található aszteroida. Alan C. Gilmore,  Pamela M. Kilmartin fedezte fel 1985. július 10-én.